# George Washington (Constable-Hamilton Portrait)
Pour les articles homonymes, voir George Washington (homonymie).
Le George Washington (dit Constable-Hamilton Portrait) a été réalisé par Gilbert Stuart en 1797.

## Contexte
Le document signé, qui est posé sur les genoux du président, se rapporte au Traité de Jay du 1795 (ou Traité de Londres (1795), d'après John Jay, qui était le président de la Cour suprême des États-Unis). Ce traité, signé le 19 novembre 1794 entre les États-Unis et la Grande-Bretagne, a été ratifié le 14 août 1795 par le Sénat américain et par la Grande-Bretagne le 28 octobre 1795. Le Traité de Jay autorisait la marine britannique à confisquer les marchandises d'origine française, transportées sur navires des États-Unis ; mais il était aussi interdit de transporter, sur bateaux américain, le sucre, le coton et d'autres denrée coloniale, vers tout autre pays que les États-Unis.
Alexander Hamilton fit la promotion de ce traité et donna aussi des instructions à Jay.
Le don d'un portrait original du président Washington avait une signification symbolique : le portrait de George Washington, peint par Stuart et dit de Lansdowne, remerciait, de la part du sénateur William Bingham, l'ancien premier ministre britannique William Petty, Ier marquis de Lansdowne - un sympathisant des Américains et de l'indépendance de la colonie ; ce don à Hamilton reconnaît son appui au traité de Jay.

## Description
Stuart a représenté le président George Washington  au travail, dans son studio à Philadelphie. Bien qu'il porte ici un costume, au lieu d'un uniforme de l’armée, son épée sur ses genoux indique le rôle militaire du président, tandis que le document signé G. Washington signifie sa position en tant que législateur et diplomate. Le président doit être toujours prêt à défendre son Pays par les armes ; mais sur son épée se trouve le document du traité, signe que c'est le tour de la diplomatie. L'espace blanc sous la signature indique qu'il y a un long chemin, sur la voie des accords.
En l'arrière-plan de la peinture l'on voit des navires - dont l'un arbore le drapeau américain - qui se battent pour des questions de commerce, non résolues à la fin de la Révolution américaine. Le Traité de Jay a donc empêché ces escarmouches et prévu un commerce pacifique entre les États-Unis et la Grande-Bretagne.
Ce tableau fut donné à Alexander Hamilton par William Constable, qui participa aux affaires politiques américaines. Le paysage marin, sans précédent dans les portraits de Washington peints par Stuart, fait référence à l'intérêt d'Alexander Hamilton pour la politique commerciale américaine. On ne connait pas de copies.

### Propriétaires
Commissionné par William Kerin Constable (1752-1803) pour le donner à Alexander Hamilton, 1797 ; à Elizabeth Schuyler Hamilton (1757-1854) (sa femme), 1804 ; à James Alexander Hamilton (1788-1878) (leurs fils), 1854 ; à Alexander Hamilton (1816-1889) (fils), 1878 ; à Angelica Livingston Hamilton (1820-1896) (sa femme), 1889 ; à la New York Public Library, Astor, Lenox and Tilden Foundations, 1896 ; à Sotheby’s, Inc., New York, 30 novembre 2005, lot 3. 
Le portrait fut vendu pour 8 136 000 US$ au Crystal Bridges Museum of American Art, Bentonville.

### Expositions
- 27 mars 2005-31 juillet 2005 - Washington D.C. : National Gallery of Art, The spirit of party  : Hamilton and Jefferson at Odds[note 2].
- octobre 2004-juillet 2005 - New York : Metropolitan Museum of Art et Washington D.C. : National Gallery of Art, Gilber Stuart[note 3].